# Contea di Reno
La contea di Reno, in inglese Reno County, è una contea dello Stato del Kansas, negli Stati Uniti. La popolazione al censimento del 2000 era di 64 790 abitanti. Il capoluogo di contea è Hutchinson

## Geografia fisica
Secondo l'Ufficio del censimento statunitense, la contea ha una superficie di 3290 km² di cui (3250 km² è terra (98,7%) e 44 km² (1,3%) acque interne.

## Storia

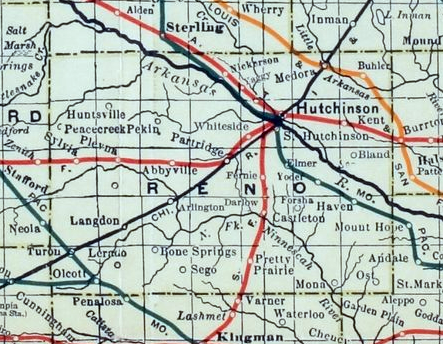
1915-1918 Railroad Map of Reno County

### Contee confinanti
- Rice County (nord)
- McPherson County (northeast)
- Harvey County (est)
- Sedgwick County (southeast)
- Kingman County (sud)
- Pratt County (sudovest)
- Stafford County (ovest)

## Geografia antropica

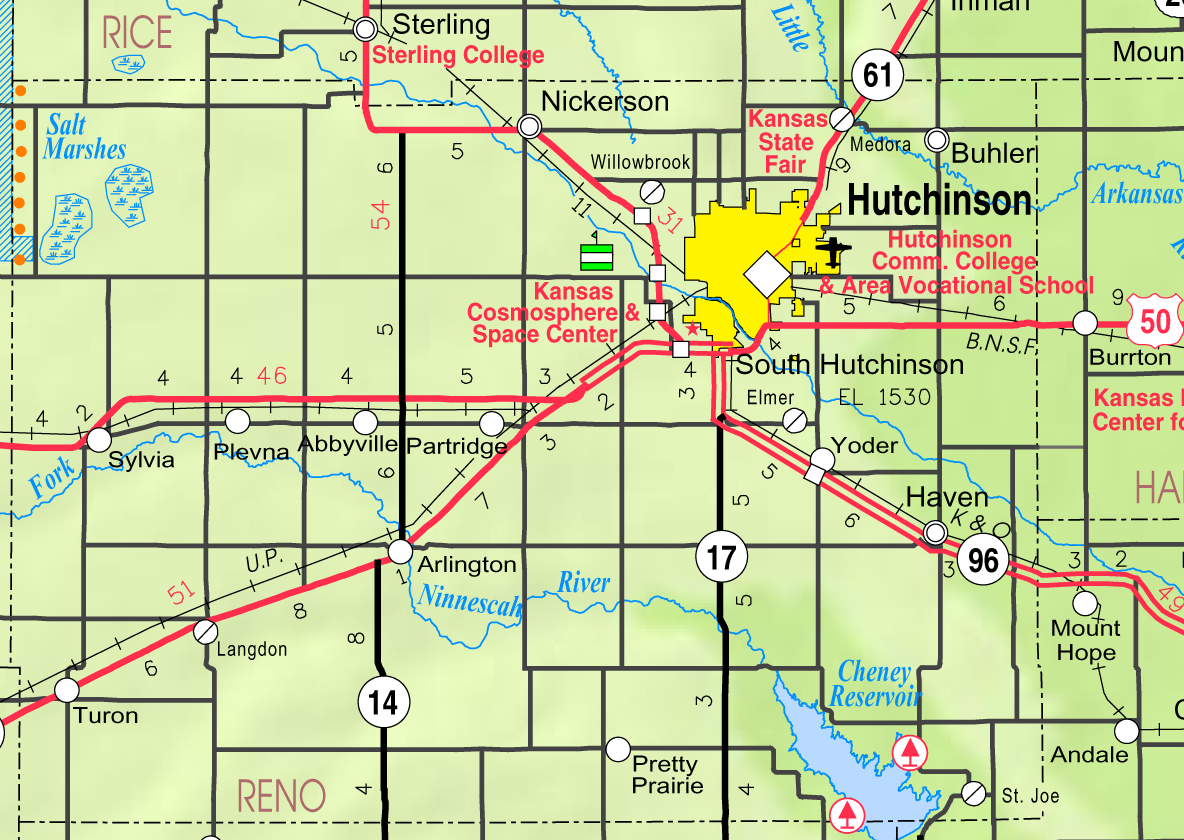
2005 KDOT Map of Reno County (map legend)

### Città
- Abbyville
- Arlington
- Buhler
- Haven
- Hutchinson
- Langdon
- Nickerson
- Partridge
- Plevna
- Pretty Prairie
- South Hutchinson
- Sylvia
- Turon
- Willowbrook

### Area non incorporata
- Yoder

### Other unincorporated communities
- Castleton
- Darlow
- Medora
- Pleasantview
- St. Joe (Ost)

### Ghost towns
- Huntsville
- Kent
- Lerado
- Olcott
- Sego
- Yaggy

### Townships
Reno County is divided into thirty-one townships. The cities of Hutchinson and Nickerson are considered governmentally independent and are excluded from the census figures for the townships. In the following table, the population center is the largest city (or cities) included in that township's population total, if it is of a significant size.